# Osiedle Chemik (Siemianowice Śląskie)
Osiedle Chemik – osiedle mieszkaniowe w Siemianowicach Śląskich, położone w południowo-zachodniej części miasta, w dzielnicy Bytków, w rejonie ulic: Niepodległości W. Wróblewskiego oraz A. Zgrzebnioka. Składa się z bloków przeważnie pięciokondygnacyjnych, powstałych od lat 60. do lat 80. XX wieku. Jest ono administrowane przez Siemianowicką Spółdzielnię Mieszkaniową. Pod koniec 2019 roku osiedle liczyło 4007 mieszkańców.

## Historia
Początki osiedla Chemik sięgają lat 50. XX wieku. Wówczas to, w dniu 18 grudnia 1957 roku, odbyło się zebranie założycielskie Górniczej Spółdzielni Mieszkaniowej. Rok później powstała Robotnicza Spółdzielnia Mieszkaniowa przy Zakładach Azotowych im. P. Findera w Chorzowie, która w późniejszym czasie przyjęła nazwę Chemik. Do 1 lipca 1971 roku trwał proces konsolidacji Spółdzielni Mieszkaniowej Chemik i dwóch spółdzielni górniczych, które utworzyły wcześniej Siemianowicką Spółdzielnię Mieszkaniową. 
Pierwsze budynki osiedla Chemik – ul. A. Zgrzebnioka 27, 29, 31 i 33 – zostały oddane do użytku 23 grudnia 1963 roku. Do końca lat 60. XX wieku oddano do użytku wszystkie (prócz jednego) budynki mieszkalne położone przy ulicy A. Zgrzebnioka. W latach 70. XX wieku rozpoczęto drugi proces rozbudowy osiedla. W tym czasie wprowadzono system patronacki, pozwalający odpracować część wkładu mieszkaniowego. Wówczas, do 1976 roku, to oddano do użytku większość budynków mieszkalnych na osiedlu Chemik, głównie przy ulicy W. Wróblewskiego oraz dwa budynki przy ulicy Niepodległości. 
W dniu 3 grudnia 1975 roku oddano do użytku gmach Domu Kultury Chemik. W 1980 roku Dom Kultury Chemik został nagrodzony przez pismo Przekrój za udział w akcji Bądź mi sąsiadem. Dnia 17 stycznia 1976 roku zainaugurowano działalność Szkoły Podstawowej nr 1 im. Mikołaja Kopernika. W ramach tych uroczystości uroczyście odsłonięto tablicę pamiątkową z płaskorzeźbą przedstawiającą patrona szkoły – Mikołaja Kopernika. Szkoła ta otrzymała sztandar 25 stycznia 1985 roku w związku z obchodami 10-lecia istnienia tejże placówki.
W 1985 roku oddano do użytku jeszcze jeden budynek mieszkalny na osiedlu Chemik – blok przy ulicy A. Zgrzebnioka 38/40. W grudniu 1995 roku na osiedlu został założony Warsztat Terapii Zajęciowej Imperium Słońca prowadzone przez Siemianowickie Stowarzyszenie Pomocy Dzieciom Specjalnej Troski. W 2007 roku na osiedlu Chemik mieszkało 4357 osób. 

## Charakterystyka
Osiedle Chemik położone jest w południowo-zachodniej części Siemianowic Śląskich, w dzielnicy Bytków, w rejonie ulic: A. Zgrzebnioka, Niepodległości i W. Wróblewskiego. Jest ono pod administracją Siemianowickiej Spółdzielni Mieszkaniowej. Siedziba administracji osiedla mieści się przy ulicy ks. J. Kapicy 15. Według stanu z końca 2019 roku osiedle Chemik liczy 34 budynki, w których mieści się 2136 mieszkań o łącznej powierzchni 93 849,57 m². W tym czasie osiedle liczyło 4007 mieszkańców. Trzy budynki osiedla – ulica W. Wróblewskiego 69, 71 i 73 posiadają 11 kondygnacji, zaś reszta jest pięciokondygnacyjna.
Na osiedlu znajduje się Rynek Bytkowski, będący miejscem organizacji różnego rodzaju imprez i festynów, a także jest miejscem rekreacji. Przy ulicy Niepodległości 51 pod patronatem Siemianowickiej Spółdzielni Mieszkaniowej działa Dom Kultury Chemik. Są w nim organizowane są różnego rodzaju działalności kulturalne, w tym koncerty, wycieczki i półkolonie dla dzieci, turnieje sportowe (m.in. tenisa stołowego czy turniej strzeleckie) czy warsztaty artystyczne i muzykalne. Działa tu też Klub Seniora oraz sekcje gry w skata i hodowców gołębi. Sam zaś gmach posiada powierzchnię 945 m², z czego 260 m² stanowi salę widowiskową.
Na terenie osiedla Chemik funkcjonują następujące placówki oświatowo-wychowawcze:
- Żłobek Miejski w Siemianowicach Śląskich (ul. A. Zgrzebnioka 36)[8],
- Żłobek Akademia Malucha. I Oddział Bytków (ul. Niepodległości 67)[9],
- Przedszkole nr 7 w Zespole Przedszkolnym nr 1 w Siemianowicach Śląskich (ul. Niepodległości 49)[10],
- Szkoła Podstawowa nr 1 im. Mikołaja Kopernika w Siemianowicach Śląskich (ul. Niepodległości 47)[3],
- Warsztaty Terapii Zajęciowej Imperium Słońca (ul. A. Zgrzebnioka 65)[4].

Do osiedla Chemik kursują autobusy miejskiego transportu zbiorowego kursujące na zlecenie Zarządu Transportu Metropolitalnego (ZTM), kursujące przez ulice: ks. J. Kapicy, Niepodległości i W. Wróblewskiego. Przy ostatniej z tych ulic zlokalizowany jest przystanek Bytków Osiedle Chemik, z którego według stanu z września 2021 roku odjeżdża 14 linii autobusowych, w tym jedna nocna. Najbliższa stacja rowerów miejskich, będąca częścią systemu Siemianowickiego Roweru Miejskiego, położona jest przy ulicy Grunwaldzkiej.